# Ligue de diamant 2011 - 200 m féminin
L'épreuve du 200 mètres féminin de la Ligue de diamant 2011 se déroule du 6 mai au 8 septembre 2011. La compétition fait successivement étape à Doha, Rome, New York, Lausanne, Birmingham et Monaco, la finale ayant lieu à Zurich peu après les Championnats du monde de Daegu.

## Calendrier
| Date             | Meeting                         | Ville      | Pays        |
| ---------------- | ------------------------------- | ---------- | ----------- |
| 6 mai 2011       | Qatar Athletic Super Grand Prix | Doha       | Qatar       |
| 26 mai 2011      | Golden Gala                     | Rome       | Italie      |
| 11 juin 2011     | Meeting de New York             | New York   | États-Unis  |
| 30 juin 2011     | Athletissima                    | Lausanne   | Suisse      |
| 10 juillet 2011  | Aviva Birmingham Grand Prix     | Birmingham | Royaume-Uni |
| 22 juillet 2011  | Meeting Herculis                | Monaco     | Monaco      |
| 8 septembre 2011 | Weltklasse                      | Zurich     | Suisse      |

## Résultats
| Date | Meeting    | 1er                          | 1er   | 2e                               | 2e    | 3e                               | 3e    |
| --- | ---------- | ---------------------------- | ----- | -------------------------------- | ----- | -------------------------------- | ----- |
| 6 mai 2011 | Doha       | LaShauntea Moore 22 s 83     | 4 pts | Charonda Williams 22 s 95        | 2 pts | Patricia Hall 23 s 16 (PB)       | 1 pt  |
| 26 mai 2011 | Rome       | Bianca Knight 22 s 64 (SB)   | 4 pts | Kerron Stewart 22 s 74           | 2 pts | Debbie Ferguson-McKenzie 22 s 76 | 1 pt  |
| 11 juin 2011 | New York   | Allyson Felix 22 s 92        | 4 pts | Bianca Knight 22 s 96            | 2 pts | Shalonda Solomon 23 s 03         | 1 pt  |
| 30 juin 2011 | Lausanne   | Mariya Ryemyen 22 s 85       | 4 pts | Debbie Ferguson-McKenzie 22 s 93 | 2 pts | Olesya Povh 23 s 04              | 1 pt  |
| 10 juillet 2011 | Birmingham | Bianca Knight 22 s 59        | 4 pts | Marshevet Myers 22 s 59          | 2 pts | Carmelita Jeter 22 s 62          | 1 pt  |
| 22 juillet 2011 | Monaco     | Carmelita Jeter 22 s 20 (PB) | 4 pts | Allyson Felix 22 s 32 (SB)       | 2 pts | Shalonda Solomon 22 s 63         | 1 pt  |
| 8 septembre 2011 | Zurich     | Carmelita Jeter 22 s 27      | 8 pts | Allyson Felix 22 s 40            | 4 pts | Shelly-Ann Fraser 22 s 59 (SB)   | 2 pts |
| Records et Performances - AR : Record continental (area record) - CR : Record des championnats (championship record) - MR : Record du meeting (meet record) - NR : Record national (national record) - OR : Record olympique (olympic record) - PR : Record paralympique (paralympic record) - PB : Record personnel (personal best) - SB : Meilleure performance personnelle de la saison (season's best) - WL : Meilleure performance mondiale de l'année (world leader) - WJR : Record du monde junior (world junior record) - WR : Record du monde (world record) Circonstances et Conditions - DNF : N'a pas terminé (did not finish) - DNS : N'a pas pris le départ (did not start) - DQ : Disqualification (disqualification) - NM : Aucun essai valable enregistré (No Mark) - Q : Qualifié « directement » au prochain tour (ou à la prochaine compétition), lors d'une compétition majeure, grâce au classement ou à la réalisation des minima (automatic qualifier) - q : Qualifié au prochain tour (ou à la prochaine compétition), lors d'une compétition majeure, grâce au repêchage ou à la réalisation de l'une des meilleures performances parmi celles des « non qualifiés directement » (grâce au meilleur temps ou à la meilleure distance par exemple) (secondary qualifier) |            |                              |       |                                  |       |                                  |       |

## Classement général
- Classement final[1] :

| Rang | Athlète                         | Points |
| ---- | ------------------------------- | ------ |
| 1    | Carmelita Jeter                 | 13     |
| 2    | Bianca Knight                   | 10     |
| 3    | Allyson Felix                   | 10     |
| 4    | Debbie Ferguson-McKenzie        | 4      |
| 5    | Shelly-Ann Fraser               | 2      |
| 6    | Shalonda Solomon Kerron Stewart | 2      |